# The Sound of Music (песня)
«The Sound of Music» («Звуки музыки») — песня Ричарда Роджерса на слова Оскара Хаммерстайна II из их мюзикла «Звуки музыки» (впервые поставленного на Бродвее в 1959 году).
В мюзикле песня представляет главную героиню — Марию, послушницу в Ноннбергском аббатстве (Зальцбург, Австрия).
Первой исполнительницей этой песни на сцене была Мэри Мартин, игравшая Марию в оригинальной постановке мюзикла на Бродвее 1959 года. Наиболее же она известна, вероятно, в исполнении Джулии Эндрюс в фильме «Звуки музыки» (1965). Потом в фильме песня повторяется ещё раз в репризе семьи фон Трапп.

## Признание
Песня «The Sound of Music» (в версии Джулии Эндрюс из вышедшего на экраны в 1965 году фильма «Звуки музыки») находится на 10-м месте списка « 100 лучших песен из американских фильмов », обнародованного Американским институтом киноискусства (AFI) в 2004 году.